# Aquarama Barcelona
L'Aquarama Barcelona o, simplement, Aquarama, va ser un complex arquitectònic singular del Zoo de Barcelona, destinat a l'exhibició i estudi de dofins, peixos i altres animals aquàtics. És considerat un dels primers delfinaris construïts a l'Europa continental.

## Història

### Antecedents
Sota la direcció del farmacèutic granollerí Antoni Jonch i Cuspinera, el Parc Zoològic de Barcelona va experimentar un important "procés d'extensió i modernització" que va iniciar-se l'any 1955. Durant aquest període, es va produir una renovació integral de les instal·lacions i el traçat del zoològic —el qual havia restat pràcticament inalterat des de la inauguració del mateix l'any 1894 i les posteriors ampliacions executades l'any 1929 amb motiu de l'Exposició Internacional—, eliminant les antigues gàbies i apostant per espais més amplis i sense tancaments evidents, d'acord amb els nous estàndards moderns aplicats a d'altres zoològics europeus i americans.
A principis de la dècada dels anys 60, en la línia dels suggeriments expressats pel llavors alcalde de Barcelona, Josep Maria de Porcioles, la direcció del zoològic va considerar convenient consolidar el projecte d'ordenació del parc amb la incorporació d'unes noves instal·lacions destinades a la presentació dels animals del medi aquàtic de forma "espectacular, atraient i recreativa", seguint el model dels aquaris i delfinaris —també coneguts com a "oceanaris"— apareguts recentment a diferents punts dels Estats Units d'Amèrica. Aquest nou complex, denominat inicialment com a "Grans Aquaris", havia de servir per substituir les petites i obsoletes instal·lacions per criatures marines de l'Aquari-Terrari ja existent al parc zoològic, inaugurat l'any 1929.

### Construcció i posada en funcionament
L'octubre de 1962, Antoni Jonch, acompanyat de l'arquitecte municipal Antoni Maria Riera Clavillé i el regidor Josep Maria Rosal i Labarriere, va visitar els dos únics oceanaris existents al món en aquell moment: el Seaquarium de Miami, a Florida, i Marineland of the Pacific, a Califòrnia. Aquesta primera presa de contacte va servir per fer-se una idea del disseny d'aquest tipus d'instal·lacions des d'un punt de vista tècnic, així com conèixer de primera mà el funcionament dels espectacles amb dofins, per tal de comunicar-ho a l'alcalde Porcioles. Un cop elaborat el disseny del nou delfinari i aconseguit el finançament necessari per fer-lo realitat, es van iniciar les obres de construcció, durant les quals els responsables del zoo van tornar a visitar el Seaquarium de Miami i el recentment inaugurat SeaWorld de San Diego per acabar de recopilar més informació tècnica. Durant aquesta segona visita també es va negociar la compra i enviament de dofins ensinistrats al Parc Zoològic de Barcelona des de Miami, els primers dels quals van arribar el maig de 1965, abans de la finalització de les obres.
L'any 1966 es va celebrar un primer acte inaugural coincidint amb la visita del dictador Francisco Franco, realitzant un espectacle de dofins a un delfinari encara sense enllestir. L'esdeveniment va generar gran sorpresa entre els assistents i va ajudar a projectar la imatge del zoològic a nivell internacional, cridant l'atenció d'altres parcs d'animals interessats en la construcció d'instal·lacions similars als seus respectius països, com ara el Zoo de Duisburg, a Alemanya Occidental. La inauguració definitiva dels "Grans Aquaris" —batejats en endavant com a "Aquarama Barcelona" arran d'una consulta popular— es va celebrar el dia de La Mercè de 1968.

### Anys en actiu i abandonament
Des de la seva inauguració, l'Aquarama va esdevenir una de les principals atraccions del Zoo de Barcelona, on centenars de visitants acudien diàriament per presenciar els espectacles de dofins que s'hi realitzaven, a més d'observar els lleons marins, les foques, els flamencs dels recintes complementaris als delfinaris, així com la diversitat de peixos i altres espècies animals d'aigua salada i dolça que s'acomodaven en petits aquaris a les dues plantes inferiors del gran tanc circular. A partir dels anys 90, el perímetre del gran tanc va acollir exposicions temporals destinades a l'exhibició d'espècies de rèptils, amfibis i invertebrats. Entre juliol de 1983 i febrer de 1994, l'Aquarama va allotjar l'orca Ulisses, que esdevindria una icona de la ciutat de Barcelona juntament amb el goril·la albí Floquet de Neu, també resident estrella del parc zoològic.
Després d'uns mesos tancat al públic, l'any 2011 reobre el Gran Tanc, aquest cop sense dofins i essent utilitzat com a instal·lació per lleons marins de Califòrnia fins al 2015, quan tanca definitivament al públic. El Zoo de Barcelona va continuar mantenint dofins al pavelló cobert fins al juliol de 2020, quan els darrers quatre exemplars van ser traslladats a Parc Zoològic d'Àtica, a Grècia, de conformitat amb la resolució del plenari de l'Ajuntament de Barcelona que ratificava Barcelona com a "ciutat lliure de cetacis en captivitat" l'any 2018.
El 12 de juliol de 2022 es van anunciar oficialment l'inici de les tasques de desmuntatge i enderroc del Gran Tanc per tal d'aprofitar l'espai alliberat per la construcció d'una reserva d'animals que possibiliti l'execució de les obres de reordenació del Zoo de Barcelona en el marc del pla estratègic "Nou Model de Zoo", aprovat pel plenari municipal el maig de 2019.

## Descripció
L'Aquarama s'ubicava a l'extrem sud del Zoo de Barcelona, a l'espai comprès entre el carrer de Circumval·lació, l'escola pública Parc de la Ciutadella i la plaça de la Dama del Paraigua. El complex era constituit per diverses construccions destinades a l'allotjament d'animals aquàtics: dos delfinaris, una piscina per pinnípedes i un recinte paisatgístic per flamencs; així com diverses instal·lacions complementàries dedicades al tractament d'aigues.

### Gran Tanc
El "Gran Tanc", "Gran Aquari" o "Oceanari" —també conegut de forma popular com "l'Aquarama"— era l'element més destacat del complex. L'edifici, inspirat en l'oceanari per orques de Marineland of the Pacific, es tractava d'un cos de tres plantes d'alçada construit al voltant d'un tanc circular central de 22 metres de diàmetre i 5,60 metres de profunditat, amb capacitat per allotjar al voltant de 2 000 m³ d'aigua salada. El tancament perimetral del tanc comptava amb 48 finestrals a dos nivells que permetien l'observació subaquàtica dels animals des de la primera planta i la planta soterrani de l'edifici. Els passadissos que recorrien el perímetre del tanc a totes dues plantes comptaven amb una sèrie d'aquaris contraposats al tanc principal per a l'exposició d'espècies marines i d'aigua dolça.
El vestíbul de l'edifici, situat a la primera planta, comptava en origen amb botiga de records, sala de projeccions i una instal·lació complementària polivalent, on es van exhibir diverses espècies d'ocells, cries de mamífers i, en els darrers anys, guineus voladores.
El nivell superior, a cel obert, consistia en una àmplia graderia en forma de ventall i amb capacitat per 900 persones que permetia l'observació dels dofins en superfície durant la celebració dels espectacles diaris.

### Pavelló cobert
El "Pavelló cobert" o "Pavelló d'hivern", el segon delfinari del complex i l'únic encara existent, és integrat per una secció de graderies amb capacitat per 600 persones, enfrontada a un escenari envoltat per un total de 5 piscines intercomunicades. L'edifici es caracteritza per la seva coberta metàl·lica de 40 metres de longitud, amb encavallades d'estil Jawerth de cables pretensats. Tot i que el seu disseny també està inspirat en el delfinari de Marineland of the Pacific, la decisió d'incorporar una coberta va ser una innovació presentada per l'equip tècnic del Zoo de Barcelona per tal de poder continuar realitzant espectacles de dofins durant tot l'any, considerant la possibilitat que els animals no fossin capaços de sobreviure en ser exposats a les baixes temperatures dels mesos d'hivern.
La piscina principal, destinada a l'exhibició dels dofins, té una superfície de 91,70 m² i un volum de 322 m³. L'espai sota les graderies acomoda els grans filtres i equips de depuració i tractament d'aigua i magatzems.

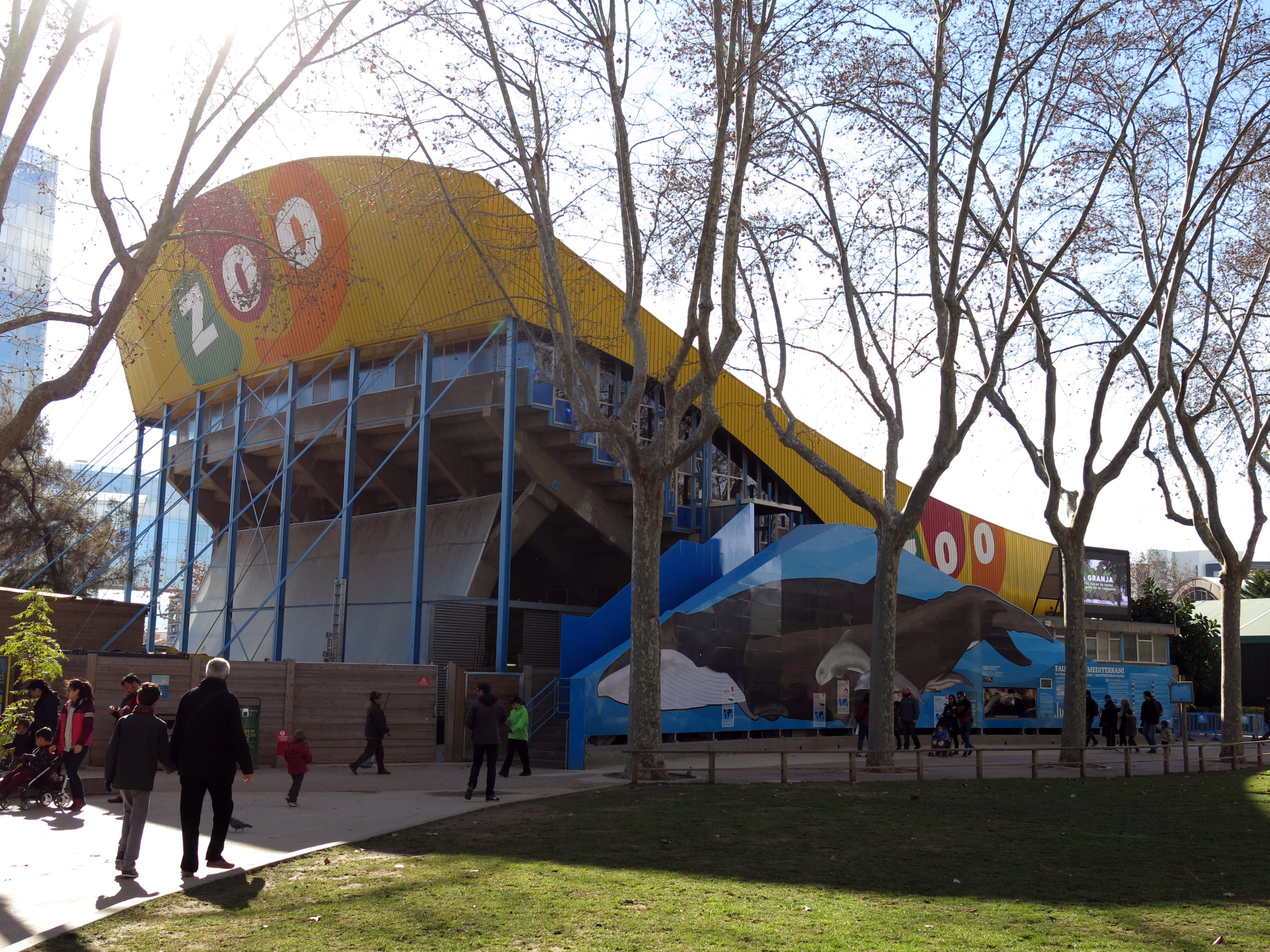
Vista general de l'exterior del Pavelló cobert.

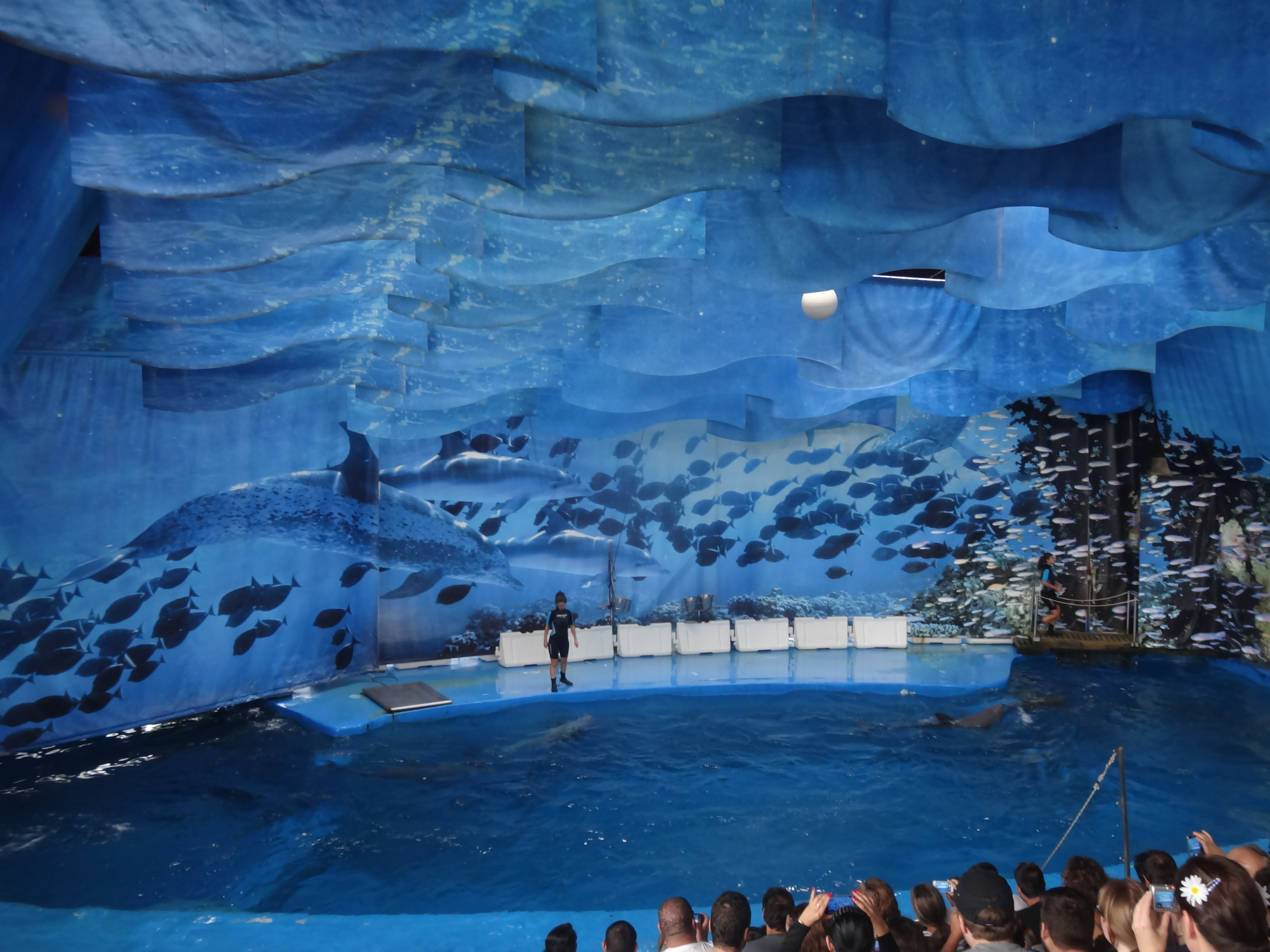
Vista general de l'interior del Pavelló cobert, durant una exhibició.

### Piscina per pinnípedes
La piscina per pinnípedes era una instal·lació descoberta de disseny allargat que ocupava l'espai disponible entre l'edifici del "Gran Tanc" i el "Pavelló cobert", seguint el perímetre marcat pel mur de separació del Zoo amb el carrer de Circumval·lació. Va ser plantejada incialment per acollir elefants marins, però finalment va ser llar de lleons marins de Califòrnia i óssos marins sud-americans. La instal·lació, constituida per una piscina de poca profunditat, presentava diversos perfils angulars més o menys inclinats a mode de plataformes per al descans dels animals.
Va restar operativa fins a la darreria dels anys 80, quan va ser enderrocada per permetre la construcció del col·lector del Bogatell amb motiu de les obres d'adequació per l'acollida dels Jocs Olímpics de 1992.

### Recinte per flamencs
El recinte per flamencs, d'estil paisatgístic, estava situat al parterre ajardinat disposat entre els dos delfinaris, éssent utilitzat originalment com a separació física del recorregut de pagament al complex de l'Aquarama i el vial de visitants de la resta del parc zoològic. El recinte, sense tanques perimetrals, disposava amb un estany central allargat de poca profunditat, envoltat de gespa i plantes decoratives.
El recinte per flamencs va desaparèixer juntament amb la piscina per pinnípedes amb motiu de la construcció del col·lector del Bogatell a finals de la dècada dels anys 80.